# Lichajówka
Lichajówka – wzniesienie (610 m n.p.m.) w południowo-zachodniej Polsce, w Sudetach Środkowych, w Grzbiecie Zachodnim Gór Bardzkich.
Wzniesienie położone w północno-zachodniej części Gór Bardzkich, w północno-zachodniej części Grzbietu Zachodniego, nad przełęczą Wilcze Rozdroże, na południe od Żdanowa.
Wzniesienie zbudowane jest z dolnokarbońskich szarogłazów, zlepieńców i łupków ilastych struktury bardzkiej.
Masyw w większości porośnięty jest lasami świerkowymi i bukowymi. Niższe partie północnych zboczy pokryte są zagajnikami i łąkami.